# Negative Capability
Negative Capability (deutsch negative Fähigkeit) ist ein literaturtheoretischer Terminus, der durch den englischen Dichter John Keats geprägt wurde. Er bezeichnet die Fähigkeit, zu akzeptieren, dass nicht jeder komplexe Sachverhalt aufgeklärt werden kann; für Keats müssen „große“ Denker, insbesondere Dichter, diese Fähigkeit haben. Viele von Keats’ Gedichten sind nachhaltig von diesem Gedanken geprägt.

## Bedeutung
Als Romantiker sprach Keats den Wahrheiten, die sich in der menschlichen Vorstellungskraft finden, Autorität zu. Da diese Autorität nicht von außen erklärt werden könne, müsse Unsicherheit in Kauf genommen werden. Dieser Zustand der Unsicherheit sei zwischen der alltäglichen Realität und den zahllosen Möglichkeiten ihrer Wahrnehmung und Interpretation angesiedelt. Den Begriff Negative Capability verwendete Keats erstmals am 22. Dezember 1817 in einem Brief an seine Brüder George und Thomas:

“I had not a dispute but a disquisition with Dilke, on various subjects; several things dovetailed in my mind, & at once it struck me, what quality went to form a Man of Achievement especially in literature & which Shakespeare possessed so enormously – I mean Negative Capability, that is when man is capable of being in uncertainties, mysteries, doubts without any irritable reaching after fact & reason.”

„Ich hatte kein Streitgespräch mit Dilke, sondern eine Untersuchung über verschiedene Themen; mehrere Dinge fügten sich in meinen Gedanken zusammen, & mit einem Mal wurde mir bewusst, welche Eigenschaft einen Mann großer Taten besonders in der Literatur ausmacht, die Shakespeare in so außerordentlichem Maße besaß – ich spreche von Negative Capability, dass ein Mensch also fähig ist, sich in einem Zustand voller Unsicherheiten, Geheimnisse und Zweifel zu befinden, ohne sich nervös nach Tatsachen & Vernunft umzusehen.“

Negative Capability bezeichnet einen Zustand absichtlicher Aufgeschlossenheit und Achtsamkeit, zu dem sich in den literarischen und philosophischen Einstellungen zahlreicher anderer Autoren Parallelen finden. Walter Jackson Bate, Keats’ autorisierter Biograf, schrieb ein Buch speziell über dieses Thema.

## Rezeption
In den 1930er Jahren bezeichnete der amerikanische Philosoph John Dewey Keats’ Negative Capability als großen Einfluss auf seinen eigenen philosophischen Pragmatismus und fand in Keats’ Brief “[it] contains more of the psychology of productive thought than many treatises” (deutsch: „mehr von der Psychologie produktiver Gedanken als in vielen wissenschaftlichen Abhandlungen“)
Nathan Scott weist in seinem Buch Negative Capability außerdem auf Vergleiche mit Martin Heideggers Konzept der Gelassenheit hin.
Im 20. Jahrhundert wurde der Begriff von dem Psychoanalytiker Wilfred Bion aufgegriffen und fand Eingang in die psychoanalytische Theoriebildung. Er meint dort die Fähigkeit des Therapeuten, in der therapeutischen Beziehung Zweifel, Paradoxes, Ambivalentes, Verwirrendes und Unverstandenes auszuhalten und dem Sog zu widerstehen, diesen Zustand des Nicht-Wissens vorschnell durch eine Einordnung in deutende Begriffe oder diagnostische Kategorien zu beenden. Dadurch wird es möglich, dass der Therapeut ihm unbekannte emotionale Erfahrungen in einem therapeutischen Prozess zulassen kann – was eine besondere Rolle in der Arbeit mit früh gestörten, psychotischen oder traumatisierten Patienten spielt – und die therapeutische Methode für kreative Prozesse und ein Lernen vom Patienten öffnet. In umgekehrter Richtung versucht psychoanalytisches Vorgehen, die negative Fähigkeit des Patienten zu erhöhen, um ihn an unbewusste Vorgänge heranzuführen. Ähnliches gilt auch für Gruppenprozesse, so z. B. in Balintgruppen.
Aufgrund der mit dem Begriff verbundenen Einbindung künstlerischer Erfahrungen in therapeutischen Kontexten fand er – zusammen mit den ebenfalls von Bion stammenden Begriffen Rêverie und Containing –  Eingang in die Theorienbildung der künstlerischen Therapien. Sie gehen davon aus, dass schmerzhaften, unverstandenen und verwirrenden Erfahrungen durch die Einbeziehung künstlerischer Medien die Möglichkeit gegeben werden kann, auch außerhalb der sprachlichen Kommunikation eine Gestaltungsmöglichkeit zu finden. Wie bei Bion findet dies bei den künstlerischen Therapien in der therapeutischen Beziehung statt.
Negative Capability wird auch in der Balintarbeit sowie in der psychoanalytischen Organisationsberatung als Konzept genutzt, da Leitungsentscheidungen oft auf der Basis eigentlich nicht hinreichender Informationen gefällt werden müssen und folglich „Ungewusstes“ bei hohen Unsicherheiten einfließt.
Aufgrund der Nähe zu mystischen Erfahrungen wurde dieser Begriff auch von der tiefenpsychologisch orientierten Seelsorge und Pastoralpsychologie aufgegriffen. Tom Murray diskutiert ihn im Kontext einer integralen Post-Metaphysik (Habermas, Wilber).